# Coppélia
A Coppélia, avagy zománcszemű lány (franciául Coppélia, ou la Fille aux yeux d'émail) balett két felvonásban, három képben. Zenéjét Léo Delibes (1836–1891) szerezte (1870). Szövegkönyve E. T. A. Hoffmann német romantikus író A homokember című elbeszélése alapján Charles-Louis-Étienne Nuitter munkája. Balettszínpadra Arthur Saint-Léon alkalmazta.
A darabot először a párizsi Nagyoperában mutatták be, 1870-ben. Később az egész világon népszerűvé válik. A szerző maga Erkel Ferenc meghívására többször járt Magyarországon is (1878, 1881, 1885), hogy művét maga vezényelje. Romance Hongroise zongoradarabja itteni élményeiből táplálkozik. A Coppéliában felhasznált csárdást Aranyváry Emília párizsi éveiben ismerhette meg.
A balettet magyar színpadokon (Magyar Állami Operaház és Erkel Színház) Harangozó Gyula koreográfiájával játszották. Az ő adaptációja rendkívül népszerűvé vált, Coppélius főszerepében magával a művésszel. A díszletek, kosztümök és a tánc nem a titokzatosságra, mint inkább a játékosságra helyezte a hangsúlyt. Ez lehetett az oka a máig tartó hírnévnek.

## Cselekmény
Történik: egy galíciai kisvárosban

### I. felvonás
Szín: A kisváros főtere. Minden ház élénk színekben pompázik, csak Coppélius mester árkádos háza komor.
Harangavatási ünnepségre és táncversenyre készülődnek a polgárok. Swanilda, a harangöntő lánya is részt vesz a versenyben és épp új táncruháját mutogatja barátnőinek. A tér benépesül és megkezdődik a tánc. A legények azonban mással foglalkoznak. Coppelius, az öreg ezermester ablakából gyönyörű lány bámulja az ünneplőket. A fiúk, köztük Swanilda udvarlója is, a kérdéses ablak előtt perdülnek táncra, hogy magukra vonják a figyelmet. 
A szépség ablakából erre egy zsebkendő hull le, melyet Ferenc, az udvarló kap el. Swanilda ezt látja, és sértetten elrohan. A fiúk kíváncsisága nem lohad. Coppélius hessegetése eredménytelen, ráadásul a kulcsát is elveszti. A kapukulcsot az ünneplő lányok találják meg, akik nemkülönben kíváncsiak, úgyhogy be is lopóznak a házba. 
Coppelius hazaérve idegesen lép be a nyitott ajtón.

### II. felvonás

#### 1. kép
Szín: Coppélius mester dolgozószobája.
A lányok a legnagyobb izgalomban szimatolnak körül az öreg ezermester dolgozószobájában. Swanilda a vetélytársnőt keresi. Egy ablakmélyedésben lel rá. Közelebb lépve ismeri fel, hogy Coppéliában csak egy bábuval van dolga. A lányok fel is húzzák a járóbabát, aki erre táncba kezd. Coppelius érkezik - haragosan szakítja félbe a mulatságot. Kizavarja a kellemetlen látogatókat és munkához lát kedvencén. Meglepve tapasztalja, hogy a harangöntő lánya rejtőzik az álarc mögött, aki előle bújt a bábu mögé. Coppelius elhatározza, hogy megleckézteti a lányt és udvarlóját. Ferenc a kéményen keresztül lopja be magát a helyszínre. Coppelius rejtekhelyből ijesztgeti őt bábjaival. Végül Coppéliát mutatja be, akinek a fiú hevesen udvarolni kezd. Swanilda magából kikelve tépi le álarcát és elrohan szerelmese elől. Coppelius káröröme teljes. A fiú azonban dühében tör-zúz, megragadja a Coppélia babát és elrohan. Coppelius utána.

#### 2. kép
Elkezdődik a harangavatási ünnepség. Ferenc jön a babával. Az ünneplő lányok önelégülten méregetik a teremtést. Ferenc Swanilda bocsánatáért esedezik. Coppelius a polgármesternek panaszkodik elégtételt követelve. A harangöntő fizet, és Coppelius a babával távozik. Az ünneplő sereg az újra egymásra talált jegyespárt- akik egyben a táncverseny győztesei is- boldogan éljenzi.

## Külső hivatkozások
- - Léo Delibes - Balett Coppélia - történeti kitekintő
- - Operafilm eredeti koreográfiával és díszletekkel

## Kapcsolódó oldalak
- Hoffmann meséi